# Superagonist

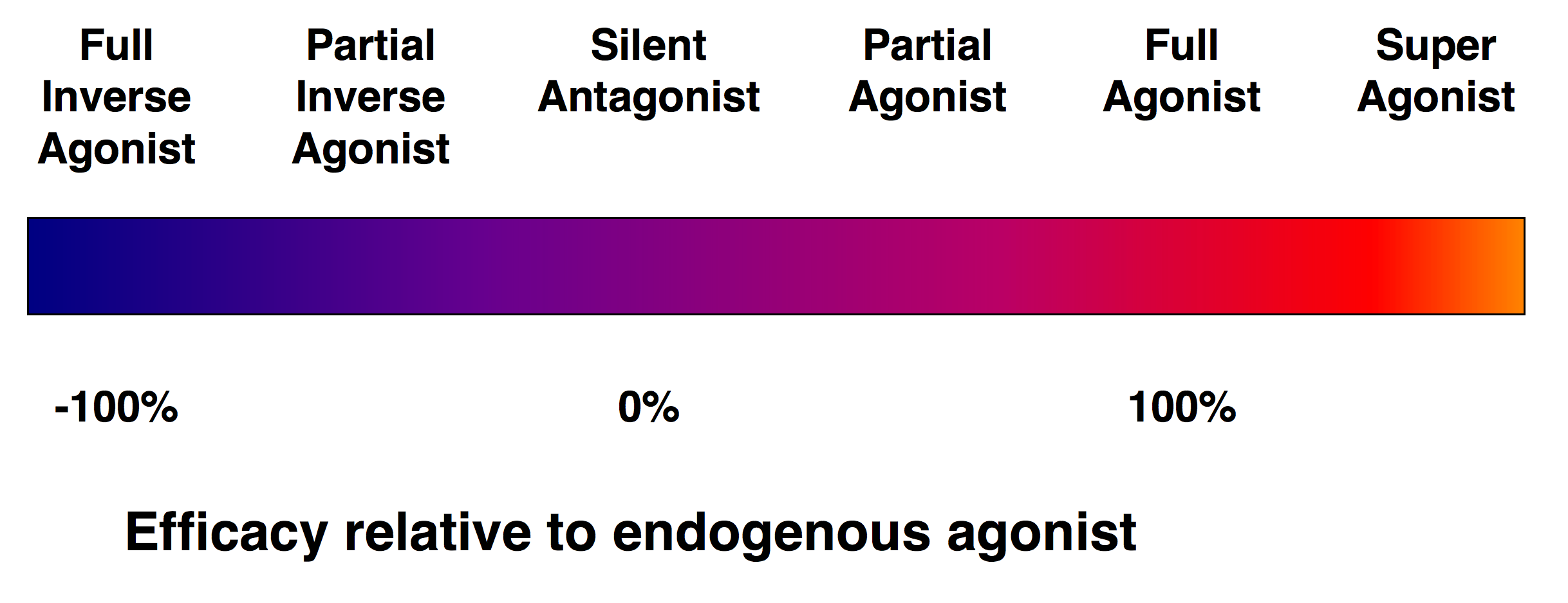
Efficacy-Spektrum von Rezeptorliganden.

Ein Superagonist ist in der Pharmakologie ein synthetischer Agonist, der die Signaltransduktion in einem Maß aktiviert, das jenes eines Vollagonisten übersteigt. Das Aktivierungsmaß ist auf einen jeweiligen Signalweg bezogen. Die intrinsische Aktivität, bzw. die Efficacy (Emax) eines Vollagonisten ist definitionsgemäß auf den Wert 100 % festgelegt. Der Emax-Wert eines Superagonisten liegt oberhalb von 100 %.
Die Festlegung, welcher Ligand als Vollagonist mit Referenzcharakter gilt, beruht auf Konvention. Soweit möglich, werden endogene Liganden als Bezugsagonisten gewählt, wie etwa Serotonin für Serotoninrezeptoren. Nicht für alle Rezeptoren sind endogene Agonisten bekannt. Auch können andere Gründe gegen die Eignung eines endogenen Agonisten zum Referenzzweck sprechen, wie etwa mangelnde Substanzstabilität.
Die Ermittlung der Efficacy ist von den Untersuchungsmethoden und -bedingungen abhängig. Maskierungseffekte, die auf Rezeptorreserven und Signalamplifikation beruhen, können einen Superagonismus verschleiern. Die BRET-Technik eignet sich zur Ermittlung der Tansduktor-Rekrutierung und der G-Protein-Dissoziation. Sie wird eingesetzt, um bei der Efficacy-Bestimmung die genannten Maskierungseffekte auszuschließen.
Der Begriff wird auch in der Immunologie benutzt.